# 아웨이
아위(阿緯, 1985년 10월 15일 ~ )은 타이완의 가수로, Lollipop F의 일원이다.